# Кробелево
Кробелево (пол. Krobielewo) — село в Польщі, у гміні Пшиточна Мендзижецького повіту Любуського воєводства.
Населення — 124 особи (2011).
У 1975-1998 роках село належало до Гожовського воєводства.

## Демографія
Демографічна структура станом на 31 березня 2011 року:
|          | Загалом | Допрацездатний вік | Працездатний вік | Постпрацездатний вік |
| -------- | ------- | ------------------ | ---------------- | -------------------- |
| Чоловіки | 70      | 8                  | 57               | 5                    |
| Жінки    | 54      | 9                  | 33               | 12                   |
| Разом    | 124     | 17                 | 90               | 17                   |